# Встраиваемый C++
Embedded C ++ (EC ++) — это диалект языка программирования C++ для встраиваемых систем. Он был определён отраслевой группой, во главе с основными японскими производителями центральных процессоров (ЦП), включая NEC, Hitachi , Fujitsu и Toshiba, для устранения недостатков C++ для встроенных приложений. Целью работы является сохранение наиболее полезных объектно-ориентированных возможностей языка C++ с одновременным минимизацией размера кода при максимальной эффективности выполнения и упрощении построения компилятора. Официальный веб-сайт заявляет о своей цели: «предоставить программистам встроенных систем подмножество C++, которое среднему программисту C легко понять и использовать».

## Отличия от C++
Встраиваемый C++ исключает некоторые возможности C++.
| Возможность                                                                   | ISO/ANSI C C++ | Встраиваемый C++ |
| ----------------------------------------------------------------------------- | -------------- | ---------------- |
| Обработка исключений                                                          | Да             | Нет              |
| Множественное наследование                                                    | Да             | Нет              |
| mutable , спецификатор класса хранения                                        | Да             | Нет              |
| Пространства имён                                                             | Да             | Нет              |
| Шаблоны                                                                       | Да             | Нет              |
| Динамическая идентификация типа данных (typeid)                               | Да             | Нет              |
| Приведения типов (static_cast, dynamic_cast, reinterpret_cast and const_cast) | Да             | Нет              |
| Виртуальное наследование                                                      | Да             | Нет              |

Некоторые компиляторы, такие как компиляторы из Green Hills и IAR Systems, допускают включение определённых возможностей ISO/ANSI C++ в Embedded C++. IAR Systems называет это «Extended Embedded C++».

### Компиляция
Программа EC++ может быть скомпилирована любым компилятором C++. Однако компилятору, специфичному для EC++, легче проводить оптимизацию.
Компиляторы, специфичные для EC++, предоставляются такими компаниями, как:
- IAR Systems[4]
- Freescale Semiconductor (дочерняя компания Motorola в 2004 году, которая приобрела Metrowerks в 1999 году)
- Tasking Software,[5] часть Altium Limited
- Green Hills Software[6]

## Критика
Язык был плохо принят многими опытными программистами C++. В частности, Бьёрн Страуструп говорит: «Насколько я знаю, EC ++ мёртв (2004), и если нет, то так и должно быть». Фактически, официальный сайт EC++ на английском языке не обновлялся с 2002 года. Тем не менее Apple, Inc. приняла в качестве эксклюзивного языка программирования ограниченное подмножество C++ (на основе Embedded C++) для создания всех драйверов устройств I/O Kit для операционных систем Apple Mac OS X и iOS популярного MacBook, iPhone. и продукты для iPad. Инженеры Apple считали, что исключения, множественное наследование, шаблоны и функции информации о типах среды выполнения в стандартном C++ либо недостаточны, либо недостаточно эффективны для использования в высокопроизводительном многопоточном ядре.